# Линкруст

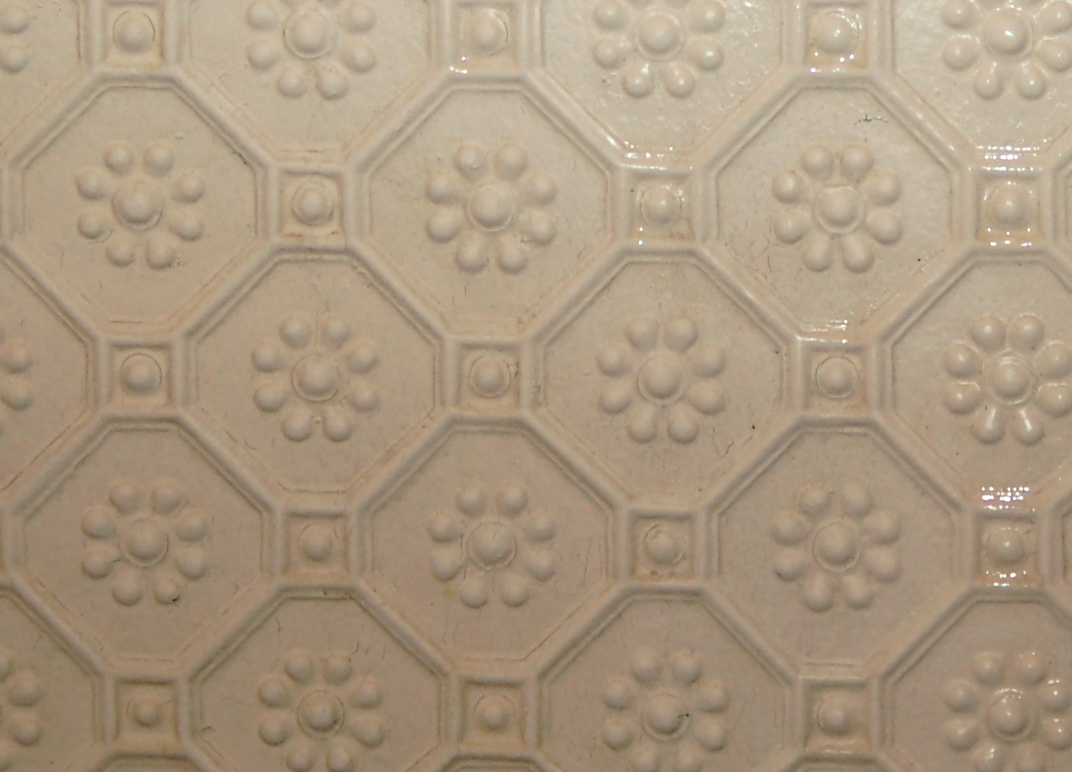
Поверхность линкруста

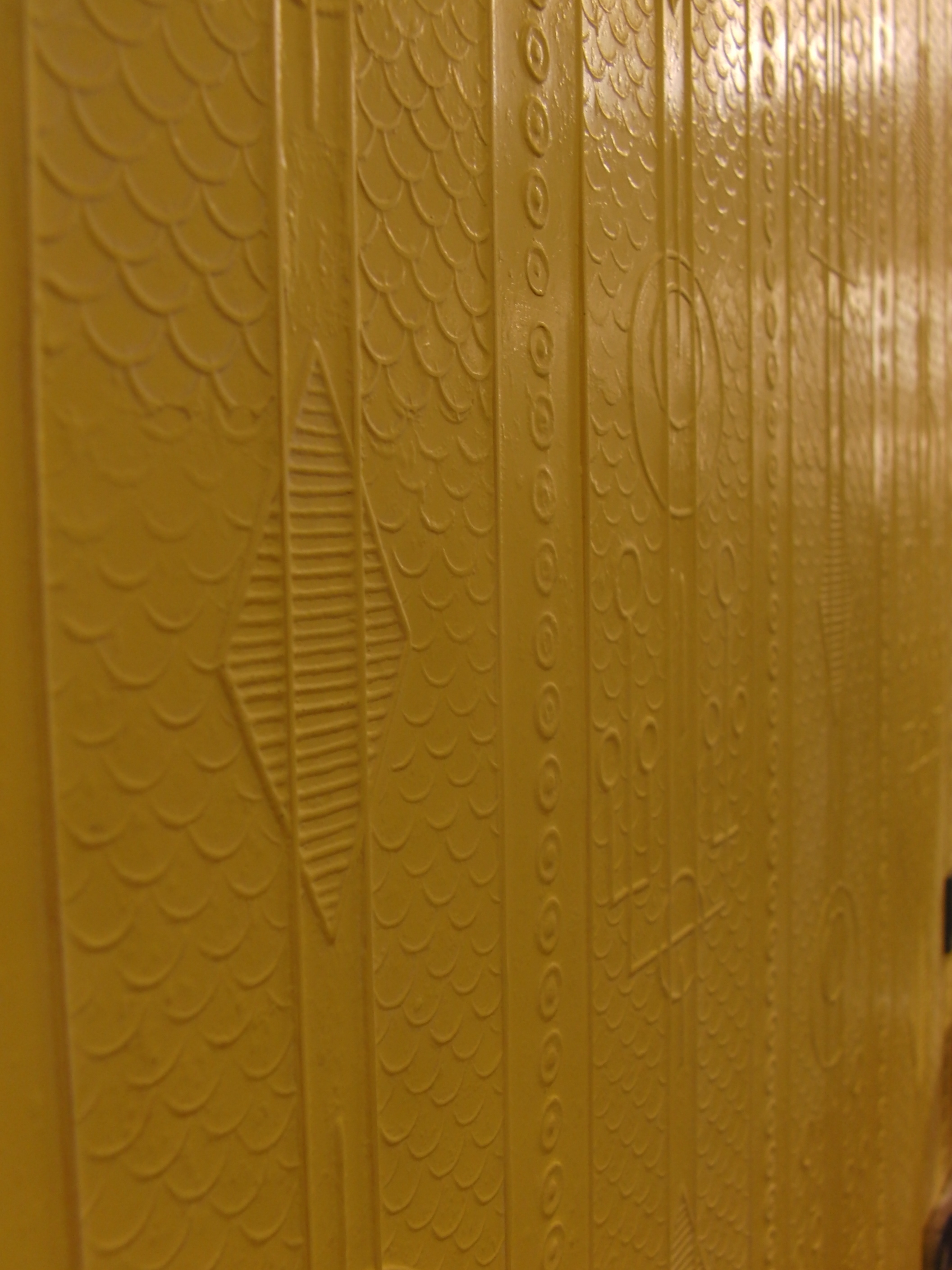
Линкруст в качестве покрытия внутренней стенки вагона метро в Москве. Установлен в 2010-х в ретро-поезде 81-717.5А/714.5А, стилизованном под первые вагоны типа «А».

Линкру́ст (от английского бренда англ. Lincrusta-Walton; название которого было образовано от лат. linum (лён) и лат. crusta (рельеф), также линкруста) — строительный материал (покрытие для стен) с моющейся гладкой или рельефной поверхностью. При изготовлении линкруста на плотную тканевую или бумажную основу наносится тонкий слой полимера из природных материалов (гель на основе льняного масла) или алкидных смол с наполнителями (древесная или пробковая мука). Материал легко окрашивается как масляными, так и водоэмульсионными красками.

## История

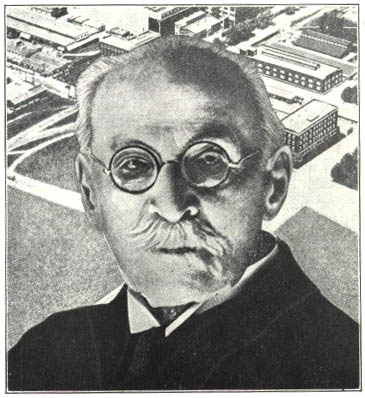
Фредерик Уолтон

Материал был изобретён в 1877 году английским изобретателем и предпринимателем Фредериком Уолтоном (1834—1928), который также изобрёл линолеум. Первоначально продукт назывался англ. Linoleum Muralis, но позже был переименован в англ. Lincrusta-Walton. Компания продолжает производить материал на заводе в Ланкашире.

## Применение

Линкруст на стене лестницы коммерческого здания 19 века в Вашингтоне

Сочетание лёгкой окрашиваемости, возможности глубокого тиснения и износостойкости сразу же привлекло декораторов Викторианской эпохи. Материал быстро получил распространение как недорогой заменитель лепнины.
В XX веке линкруст обычно применялся для отделки интерьеров общественных зданий, а также салонов железнодорожных вагонов и корабельных кают (включая интерьеры Титаника). Линкруст использовался с самых первых советских, серийных вагонов метро типа А и заканчивая вагонами типа Ем в 1971 году (последний такой вагон № 3880 завершил свою эксплуатацию в Петербургском метрополитене на Кировско-Выборгской линии 5 октября 2020 года). Использование линкруста в отделке резко сократилось после распространения слоистых пластиков и моющихся обоев. Линкруст в настоящее время применяется лишь при реставрации викторианских домов.

## Близкие материалы
У линкруста есть родственный материал, который носит название «анаглипта» (Anaglypta, от греч. ana — лепной, рельефный и греч. glypta — камея). Его изобрёл Томас Палмер, работавший на Фредерика Уолтона в качестве менеджера его салона продаж. Первоначальный состав анаглипты базировался на хлопке и древесной массе, затем он изготавливался на бумажной основе. Материал получился более лёгким и гибким, чем линкруст.